# Іспанська песета
Іспанська песета, ₧ (ісп. Peseta española) — колишня грошова одиниця Іспанії, що була в обігу з 1869 по 2001 рік. Також, нарівні з Французьким франком була валютою Андорри. Літерний код валюти: ESP, скорочене позначення: Pta (множина: Ptas) або Pts. Поділялася на 100 сентімо (ісп. Céntimo), хоча їх монети, через девальвацію, останнім часом не використовувалися але могли зазначатися в електронних розрахунках. В останні роки, в обігу перебували монети номіналом 1, 5, 10, 25, 50, 100, 200 і 500 песет та банкноти в 1 тис., 2 тис., 5 тис. та 10 тис. песет. Центральний банк — Банк Іспанії.
З 1999 року в безготівкових розрахунках, а з 2002 і в готівковому обігу, іспанська песета була замінена на Євро з курсом обміну 166,386 песет за 1 євро.

## Назва
Назва походить від каталонського слова «peceta», що у перекладі означає «маленький шматочок», тобто слів «pec» і суфікса «-eta». З песетою пов'язане іспанське слово «песо» (Peso), що, подібно фунту, є назвою міри ваги. Песами зараз називаються валюти більшості іспаномовних країн — країн колишньої Іспанської імперії (Мексиканський песо, Колумбійський песо, Аргентинський песо, тощо).

## Історія

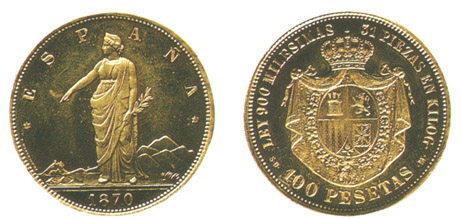
Золота монета номіналом 100 песет 1870 року. Містить 29,0322 грами золота.

Песета була введена в обіг у 1869 році після вступу Іспанії у Латинський монетний союз. Песета замінила ескудо у співвідношенні 2½ песети = 1 ескудо. Їй дорівнювали 4,5 грами срібла або 0,290322 грами золота, стандарт що використовувався усіма членами союзу. З 1873 використовувався лише золотий стандарт.
Політична нестабільність початку XX ст. (особливо події Першої світової війни) розвалила Латинський монетний союз, хоча офіційно він припинив діяльність лише у 1927 році.
У 1959 році Іспанія долучилася до Бреттон-Вудської системи, прив'язавши курс песети до американського долара у співвідношенні 60 песет = 1 долар. У 1978 році, слідом за девальвацією фунта стерлінгів, було встановлене співвідношення 70 песет = 1 долар.
У 1989 році Іспанія приєдналася до Європейського механізму регулювання валютних курсів (ERM) за яким песета була прив'язна до європейської центральної грошової одиниці ЕКЮ з можливістю коливання на не більше 2,25 %.
З 1 січня 1999 року в безготівкових розрахунках, а з 1 січня 2002 і в готівковому обігу, іспанська песета була замінена на Євро з курсом обміну 166,386 песет за 1 євро.

## Банкноти

### Передостання серія
| Банкноти серії 1982—1987 років | Банкноти серії 1982—1987 років | Банкноти серії 1982—1987 років | Банкноти серії 1982—1987 років | Банкноти серії 1982—1987 років | Банкноти серії 1982—1987 років | Банкноти серії 1982—1987 років                              | Банкноти серії 1982—1987 років | Банкноти серії 1982—1987 років |
| Зображення                     | Зображення                     | Номінал (песет)                | Розмір (мм)                    | Основний колір                 | Опис                           | Опис                                                        | Введення                       |                                |
| Аверс                          | Реверс                         | Номінал (песет)                | Розмір (мм)                    | Основний колір                 | Аверс                          | Реверс                                                      | Введення                       |                                |
| ------------------------------ | ------------------------------ | ------------------------------ | ------------------------------ | ------------------------------ | ------------------------------ | ----------------------------------------------------------- | ------------------------------ | ------------------------------ |
|                                |                                | 200                            | 120 × 65                       | Помаранчевий                   | Леопольдо Алас                 | Астурійський дуб                                            | 16 вересня 1980                |                                |
|                                |                                | 500                            | 129 × 70                       | Синій                          | Росалія де Кастро              | Будинок-музей Розалії Кастро                                | 23 жовтня 1979                 |                                |
|                                |                                | 1000                           | 138 × 75                       | Зелений                        | Беніто Перес Гальдос           | Скелі де Гарсія, Карта Канарських островів Драконове дерево | 23 жовтня 1979                 |                                |
|                                |                                | 2000                           | 147 × 80                       | Червоний                       | Хуан Рамон Хіменес             | Рідний будинок Хуана Рамона Хіменеса                        | 22 липня 1980                  |                                |
|                                |                                | 5000                           | 156 × 85                       | Коричневий                     | Хуан Карлос I                  | Королівський палац Мадрида                                  | 23 жовтня 1979                 |                                |
|                                |                                | 10 000                         | 165 × 85                       | Сірий                          | Хуан Карлос I                  | Хуан Карлос в юності                                        | 24 вересня 1985                |                                |

### Остання серія
| Банкноти серії 1992 року | Банкноти серії 1992 року | Банкноти серії 1992 року | Банкноти серії 1992 року | Банкноти серії 1992 року | Банкноти серії 1992 року            | Банкноти серії 1992 року            | Банкноти серії 1992 року | Банкноти серії 1992 року |
| Зображення               | Зображення               | Номінал (песет)          | Розмір (мм)              | Основний колір           | Опис                                | Опис                                | Введення                 |                          |
| Аверс                    | Реверс                   | Номінал (песет)          | Розмір (мм)              | Основний колір           | Аверс                               | Реверс                              | Введення                 |                          |
| ------------------------ | ------------------------ | ------------------------ | ------------------------ | ------------------------ | ----------------------------------- | ----------------------------------- | ------------------------ | ------------------------ |
|                          |                          | 1000 песет               | 130 x 65                 | Зелений                  | Ернан Кортес                        | Франсіско Пісарро                   | 12 жовтня 1992           |                          |
|                          |                          | 2000                     | 138 x 68                 | Червоний                 | Хосе Селестіно Мутіс                | Королівський ботанічний сад Мадрида | 24 квітня 1992           |                          |
|                          |                          | 5000                     | 146 x 71                 | Коричневий               | Христофор Колумб                    | Армілярна сфера                     | 12 жовтня 1992           |                          |
|                          |                          | 10 000                   | 154x74                   | Сірий                    | Хуан Карлос I на тлі Палацу Лінарес | Джордж Хуан                         | 12 жовтня 1992           |                          |

## Монети

### Остання серія стандартних монет
| Номінал   | Метал                 | Маса, г | Діаметр мм | Товщина мм | Гурт               | Рік  | Тираж       | Фото |
| --------- | --------------------- | ------- | ---------- | ---------- | ------------------ | ---- | ----------- | ---- |
| 1 песета  | Алюміній              | 0,60    | 14,00      | 1,6        | плаский            | 1989 | 198.415.000 |      |
| 1 песета  | Алюміній              | 0,60    | 14,00      | 1,6        | плаский            | 1990 | 197.700.000 |      |
| 1 песета  | Алюміній              | 0,60    | 14,00      | 1,6        | плаский            | 1991 | 173.780.000 |      |
| 1 песета  | Алюміній              | 0,60    | 14,00      | 1,6        | плаский            | 1992 | 168.870.000 |      |
| 1 песета  | Алюміній              | 0,60    | 14,00      | 1,6        | плаский            | 1993 | 300.013.000 |      |
| 1 песета  | Алюміній              | 0,60    | 14,00      | 1,6        | плаский            | 1994 | 162.860.000 |      |
| 1 песета  | Алюміній              | 0,60    | 14,00      | 1,6        | плаский            | 1995 | 183.175.000 |      |
| 1 песета  | Алюміній              | 0,60    | 14,00      | 1,6        | плаский            | 1996 | 101.885.000 |      |
| 1 песета  | Алюміній              | 0,60    | 14,00      | 1,6        | плаский            | 1997 | 342.620.000 |      |
| 1 песета  | Алюміній              | 0,60    | 14,00      | 1,6        | плаский            | 1998 | 411.614.000 |      |
| 1 песета  | Алюміній              | 0,60    | 14,00      | 1,6        | плаский            | 1999 | 84.946.000  |      |
| 1 песета  | Алюміній              | 0,60    | 14,00      | 1,6        | плаский            | 2000 | 90.200.000  |      |
| 1 песета  | Алюміній              | 0,60    | 14,00      | 1,6        | плаский            | 2001 | 62.300.000  |      |
| 1 песета  | Алюміній              | 0,60    | 14,00      | 1,6        | плаский            | 2001 | 75.000      |      |
| 5 песет   | Бронза                | 3,00    | 17,50      | 1,8        | плаский            | 1989 | 109.270.000 |      |
| 5 песет   | Бронза                | 3,00    | 17,50      | 1,8        | плаский            | 1990 | 191.740.000 |      |
| 5 песет   | Бронза                | 3,00    | 17,50      | 1,8        | плаский            | 1991 | 313.820.000 |      |
| 5 песет   | Бронза                | 3,00    | 17,50      | 1,8        | плаский            | 1992 | 372.746.000 |      |
| 5 песет   | Бронза                | 3,00    | 17,50      | 1,8        | плаский            | 1998 | 923.900.000 |      |
| 5 песет   | Бронза                | 3,00    | 17,50      | 1,8        | плаский            | 2000 | 4.900.000   |      |
| 5 песет   | Бронза                | 3,00    | 17,50      | 1,8        | плаский            | 2001 | 294.800.000 |      |
| 5 песет   | Бронза                | 3,00    | 17,50      | 1,8        | плаский            | 2001 | 75.000      |      |
| 10 песет  | Мідно-нікелевий сплав | 4,00    | 18,50      | 2,0        | рубчастий          | 1992 | 51.820.000  |      |
| 10 песет  | Мідно-нікелевий сплав | 4,00    | 18,50      | 2,0        | рубчастий          | 1998 | 14.965.000  |      |
| 10 песет  | Мідно-нікелевий сплав | 4,00    | 18,50      | 2,0        | рубчастий          | 1999 | 2.125.000   |      |
| 10 песет  | Мідно-нікелевий сплав | 4,00    | 18,50      | 2,0        | рубчастий          | 2000 | 2.400.000   |      |
| 10 песет  | Мідно-нікелевий сплав | 4,00    | 18,50      | 2,0        | рубчастий          | 2000 | 75.000      |      |
| 25 песет  | Бронза                | 4,39    | 19,50      | 2,1        | плаский            | 2000 | 19.900.000  |      |
| 25 песет  | Бронза                | 4,39    | 19,50      | 2,1        | плаский            | 2001 | 91.200.000  |      |
| 25 песет  | Бронза                | 4,39    | 19,50      | 2,1        | плаский            | 2001 | 75.000      |      |
| 50 песет  | Мідно-нікелевий сплав | 5,60    | 20,50      | 2,25       | плаский            | 1998 | 17.496.000  |      |
| 50 песет  | Мідно-нікелевий сплав | 5,60    | 20,50      | 2,25       | плаский            | 1999 | 2.100.000   |      |
| 50 песет  | Мідно-нікелевий сплав | 5,60    | 20,50      | 2,25       | плаский            | 2000 | 2.000.000   |      |
| 50 песет  | Мідно-нікелевий сплав | 5,60    | 20,50      | 2,25       | плаский            | 2000 | 75.000      |      |
| 100 песет | Бронза                | 9,35    | 24,50      | 2,9        | плаский з написами | 1992 | 22.661.000  |      |
| 100 песет | Бронза                | 9,35    | 24,50      | 2,9        | плаский з написами | 1998 | 155.040.000 |      |
| 100 песет | Бронза                | 9,35    | 24,50      | 2,9        | плаский з написами | 2000 | 146.100.000 |      |
| 200 песет | Мідно-нікелевий сплав | 10,50   | 25,50      | 2,5        | рубчастий          | 1990 | 8.006.000   |      |
| 200 песет | Мідно-нікелевий сплав | 10,50   | 25,50      | 2,5        | рубчастий          | 1998 | 5.008.000   |      |
| 200 песет | Мідно-нікелевий сплав | 10,50   | 25,50      | 2,5        | рубчастий          | 1999 | 2.175.000   |      |
| 200 песет | Мідно-нікелевий сплав | 10,50   | 25,50      | 2,5        | рубчастий          | 2000 | 1.900.000   |      |
| 200 песет | Мідно-нікелевий сплав | 10,50   | 25,50      | 2,5        | рубчастий          | 2000 | 75.000      |      |
| 500 песет | Бронза                | 12,00   | 28,00      | 2,8        | рубчастий          | 1993 | 3.059.000   |      |
| 500 песет | Бронза                | 12,00   | 28,00      | 2,8        | рубчастий          | 1994 | 3.041.000   |      |
| 500 песет | Бронза                | 12,00   | 28,00      | 2,8        | рубчастий          | 1995 | 1.015.000   |      |
| 500 песет | Бронза                | 12,00   | 28,00      | 2,8        | рубчастий          | 1996 | 1.031.000   |      |
| 500 песет | Бронза                | 12,00   | 28,00      | 2,8        | рубчастий          | 1997 | 4.881.000   |      |
| 500 песет | Бронза                | 12,00   | 28,00      | 2,8        | рубчастий          | 1998 | 5.161.000   |      |
| 500 песет | Бронза                | 12,00   | 28,00      | 2,8        | рубчастий          | 1999 | 2.030.000   |      |
| 500 песет | Бронза                | 12,00   | 28,00      | 2,8        | рубчастий          | 2000 | 4.500.000   |      |
| 500 песет | Бронза                | 12,00   | 28,00      | 2,8        | рубчастий          | 2001 | 3.300.000   |      |
| 500 песет | Бронза                | 12,00   | 28,00      | 2,8        | рубчастий          | 2001 | 75.000      |      |

## Валютний курс

Графік валютного курсу іспанської песети відносно німецької марки в 1963—1998 рр. (к-сть песет за 1 марку)

Іспанська песета в другій половині XX століття мала порівняно «м'який» валютний курс по відношенню до інших валют. Так, з 1960 по 1998 рік вона зміцніла відносно португальського ескудо на 60 % та італійської ліри на 11 % але ослабла відносно британського фунта на 41 %, французького франка на 108 %, американського долара на 138 % та німецької марки на 491 %.